# Regine Mösenlechner
Regine Mösenlechner (* 1. April 1961 in Inzell) ist eine ehemalige deutsche Skirennläuferin.

## Leben
Sie gewann in ihrer Karriere ein Weltcuprennen. Bei den Alpinen Skiweltmeisterschaften 1987 in Crans-Montana gewann sie Bronze in der Abfahrt.
1979 wurde Mösenlechner Junioreneuropameisterin im Slalom. 1984 und 1986 wurde sie deutsche Abfahrtsmeisterin, 1987 fuhr sie auf den zweiten Platz. In anderen alpinen Disziplinen war sie mit einem zweiten und fünf dritten Plätzen bei Deutschen Meisterschaften erfolgreich.
Regine Mösenlechner beendete ihre Karriere nach den Olympischen Spielen 1992 und führte einen Kosmetiksalon in Ruhpolding. Sie ist mit dem ehemaligen deutschen Skirennfahrer Armin Bittner verheiratet.

## Weltcupsiege
Mösenlechner errang insgesamt 8 Podestplätze, davon 1 Sieg:
| Datum            | Ort  | Land               | Disziplin |
| ---------------- | ---- | ------------------ | --------- |
| 2. Dezember 1989 | Vail | Vereinigte Staaten | Super-G   |